# Sieverstedt
Sieverstedt település Németországban, Schleswig-Holstein tartományban. Lakosainak száma 1692 fő (2023. december 31.). Sieverstedt Oeversee és Tarp községekkel határos.

## Népesség
A település népességének változása:
| Lakosok száma | 1361 | 1641 | 1633 | 1644 | 1674 | 1692 |
|               | 1975 | 2017 | 2019 | 2021 | 2022 | 2023 |